# 釐金
釐金（りきん）とは、清末から中華民国にかけて実施された地方税。各省内の交通要所やその他の釐局において、物品通過税として課された釐金税の俗称。日本では厘金税とも表記される。

## 概要と歴史

### 内乱下の収税組織
太平天国の乱（1851年-1864年）において、清の雷以諴が設置した釐局が課した釐金税が始まりである。 八旗軍の疲弊などから各省内でも臨時軍の徴募などに関係する軍事費用がかさんでいた。この費用をまかなうために、旧関以外にも各省内の交通要所に釐局を新設置して、物品の通過ごとに釐金税の徴収を開始した。省下の釐局は、地域によっては釐金局とも称されていた。
財源不足に悩んでいた朝廷はこの税を認可し、1853年に江蘇省、翌年に河南省に設置された。湖北省では、曽国藩が漢口に新しく釐局を設け、次いで巡撫となった胡林翼が武昌に2箇所目を設置した。各省巡撫が省内に設置したことで、全国的に広がった。内乱平定後も廃止されることなく、制度が継続した。
税は通行税・物品税の形で徴収され、税率は2～10％に及んだ。

### 太平天国の乱後
1864年に太平天国が鎮圧された後も釐金は恒久税として残り、地方の重要な財源となった。多くの面で、この税は太平天国鎮圧後の各省への権力分散傾向を示すものであった。
各省内の組織としては、釐金総局の管理下に釐局を設け、釐局が分局を統括していた。
1911年の江蘇省における釐局は15箇所、釐局の分局が約200箇所とされる。各省ごとの管理下で徴収され予算消化されていたこと、また清の朝廷への報告義務等が曖昧であったことなどもあり、省や地域によって税率なども異なっていたとされる。
条約港の外国商人たちは、釐金を南京条約で関税自主権を失っていた清朝による輸入障壁と捉え、税を廃止するように政府に圧力をかけたが、最終的に廃止されたのは中華民国時代の1931年であった。